# ベチュアナランド

ベチュアナランド保護領
Bechuanaland Protectorate

国歌: 女王陛下万歳
ベチュアナランド保護領

ベチュアナランド（Bechuanaland）は、1885年3月31日から1966年9月30日まで南部アフリカに存在した、イギリスの植民地/保護領のこと。

## 概要
ベチュアナランドとはチュアナ族の国という意味で付与された呼称だが、チュアナ族（ベチュアナ）とは現在でいうところのツワナ族（バツワナ、Batswana）のことである。広義のベチュアナランドは2つの地域から構成され、南部はイギリス領ベチュアナランドという植民地、北部はイギリス保護領ベチュアナランドとして、それぞれ別個の行政体として統治されていた。南部はその後南アフリカのケープ植民地に組み込まれ、現在に至るまで南アフリカの一部となっている。そのためベチュアナランドというと、通常は北部の保護領のみを指す狭義の意味で用いられる。北部は1966年、ボツワナ共和国として独立するまで、保護領として一個体であり続けた。

## イギリスによる統治
イギリス政府は元来、ベチュアナランド保護領の行政権をローデシア、もしくは南アフリカに移すことを計画していた。だがイギリスによる保護下で特権を享受していたツワナ族の首長による反発に会い、結局1966年のボツワナ独立までベチュアナランドを保護領としていた。もっとも、形式上は保護領という立場にあったが、実際は植民地とほぼ同様の扱いを受けた。また、南アフリカに位置する域外の主都マフェキング（現マフィケング）から統治されており、1965年に域内のガベロンズ（現ハボローネ）が新首都となるまで、ベチュアナランド内に都市らしい都市は建設されなかった。
ベチュアナランド保護領は、バストランド（現レソト）、スワジランド（現エスワティニ）と並ぶ高等弁務官地域の1つであった。ケープ植民地総督のもと、イギリスの高等弁務官ないし特命全権大使が任命した駐在弁務官が統治に当たった。
セシル・ローズ率いるイギリス南アフリカ会社（BSAC）は、南部アフリカ一帯に広大な統一植民地南アフリカ連邦を結成することを計画していたが、その一環として、BSACが治めるマタベレランド（ローデシアの一部）がベチュアナランド東部の編入を要求。ツワナ族の反発もあり、1887年、セシル・ローズの部下サミュエル・エドワーズが排他的な鉱物採掘権を付与されると同時に、領土要求は消えることとなった。
1891年より、南アフリカ駐在の高等弁務官がベチュアナランドの行政権を行使することとなった。1895年にはBSACが再度ベチュアナランドの領有を計画したが、カーマ3世、バトエン1世、セシェレ1世というツワナ族の首長3人がロンドンに赴き、BSACのベチュアナランド領有計画を断念させることに成功。BSACはわずかな開発権限を与えられるにとどまった。

## 独立へ
イギリス本国の支配権が強められる中、現地アフリカ人とヨーロッパ人移民を代表する2つの諮問評議会が1920年設置され、1951年には2つの諮問評議会は合併された。1961年発布の初の憲法に基づき、より権限の強化された諮問立法議会の選挙が実施された。
1964年6月、イギリス政府は民主的な自治政府の設立を容認。翌1965年には主都が域外のマフェキングから域内のガベロンズへと移された。同年新憲法が公布され、議会選を実施。独立運動の指導者セレツェ・カーマ率いるベチュアナランド民主党（現在のボツワナ民主党）が勝利し、カーマが首相の座に就いた。そして1966年9月30日をもって、イギリス保護領ベチュアナランドは消滅し、独立国家ボツワナ共和国が成立したのである。新国家の初代大統領にはカーマが就任し、首相職は廃止された。